# Ludwig von Leonrod (Widerstandskämpfer)

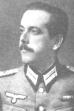
Ludwig Freiherr von Leonrod

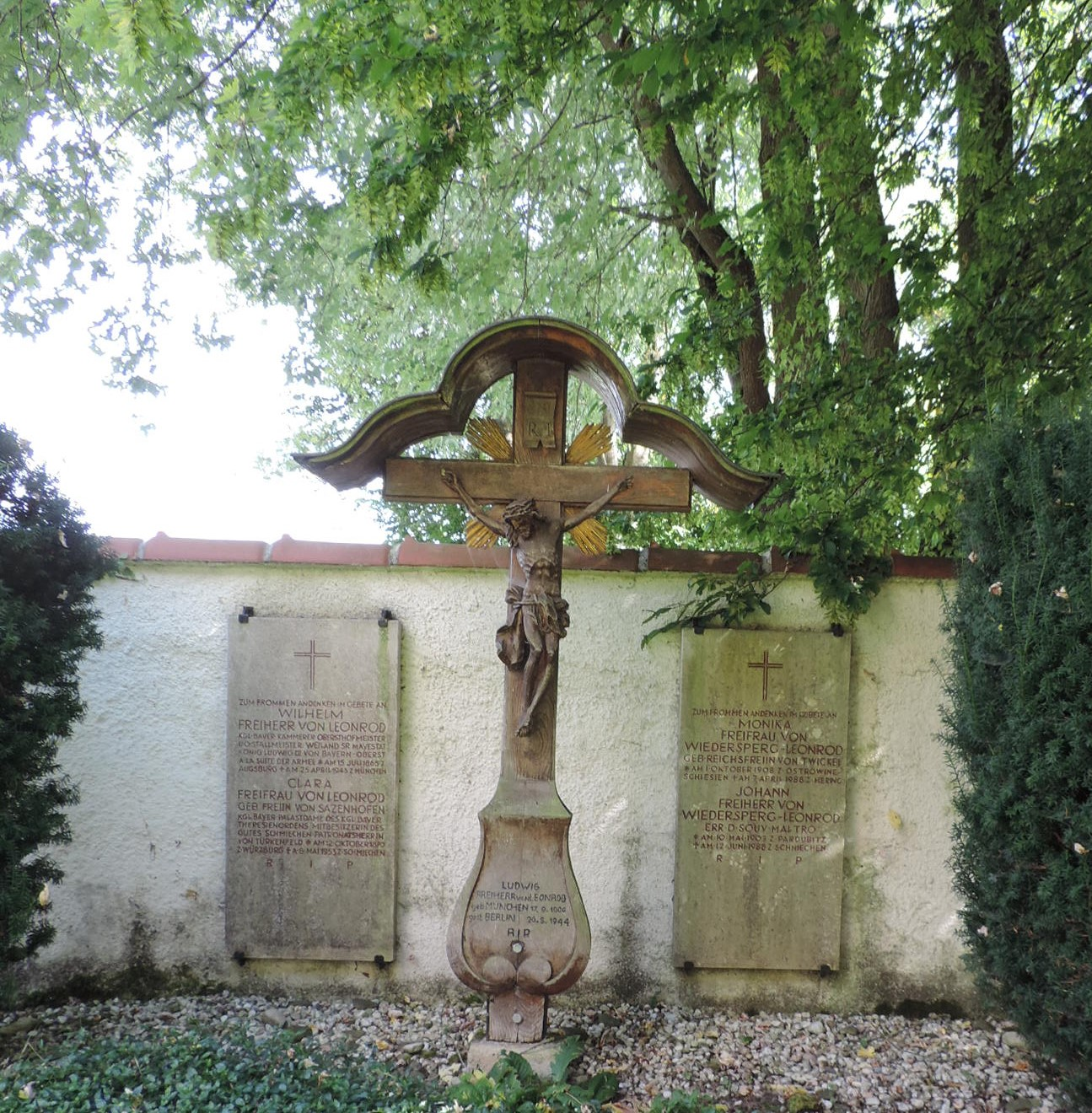
Grabstätte von Ludwig Freiherr von Leonrod auf dem Friedhof der Wallfahrtskirche Maria Kappel (Schmiechen)

Ludwig Freiherr von Leonrod (* 17. September 1906 in München; † 26. August 1944 in Berlin-Plötzensee) war ein deutscher Offizier und Widerstandskämpfer des 20. Juli 1944.

## Leben

### Herkunft
Ludwig entstammte dem Adelsgeschlecht von Leonrod. Er war das älteste Kind von Wilhelm Freiherr von Leonrod und dessen Ehefrau Clara, geborene Freiin von Sazenhofen. Der Vater war persönlicher Adjutant des Prinzen Ludwig von Bayern, er wurde 1912 Oberststallmeister und 1915 Obersthofmeister.

### Militärkarriere
Nach dem Abitur wählte Leonrod 1926 gemäß einer Familientradition den Beruf des Offiziers. Seine Laufbahn begann in Bamberg beim 17. (Bayerisches) Reiter-Regiment, wo er Claus Schenk Graf von Stauffenberg kennenlernte. 1930 wurde er Leutnant, 1933 zum Oberleutnant und 1937 zum Rittmeister befördert. 1940 kaufte Leonrod das Haus Möhlstraße 21 in Bogenhausen. Das „arisierte“ Anwesen war bis 1938 Eigentum des durch das nationalsozialistische Regime als Juden deklarierten und verfolgten lutherisch-evangelischen Ehepaars Julius und Luise Kaufmann und wurde zuerst von dem Mieter, der Familie der Freiherren von Leonrod, erworben.
Während des Zweiten Weltkriegs erhielt Leonrod, inzwischen Major und Kommandeur einer Aufklärungseinheit, 1941 das Eiserne Kreuz. Nach einer schweren Verwundung durch eine Landmine am Anfang des Jahres 1942 folgte seine Versetzung nach München zum Wehrkreis VII. Im März 1943 heiratete er Monika Freiin von Twickel (1908–1988).
Im Herbst 1943 suchte Stauffenberg Mitverschwörer in den Wehrkreisen. Daher erzählte und begründete er im Dezember Leonrod gegenüber seine Pläne. Dieser wollte seinen Freund unterstützen, war aber aus Gewissensgründen mit dem geplanten Anschlag nicht einverstanden. Der gläubige Katholik fragte deshalb auch am 13. Dezember 1943 in einem Seelsorgegespräch Kaplan Hermann Josef Wehrle, ob das Wissen um die Vorbereitung eines Attentatplanes bereits eine Sünde sei. Wehrle verneinte dies nach Heranziehung des Lexikons für Theologie und Kirche für die Frage des Tyrannenmords.

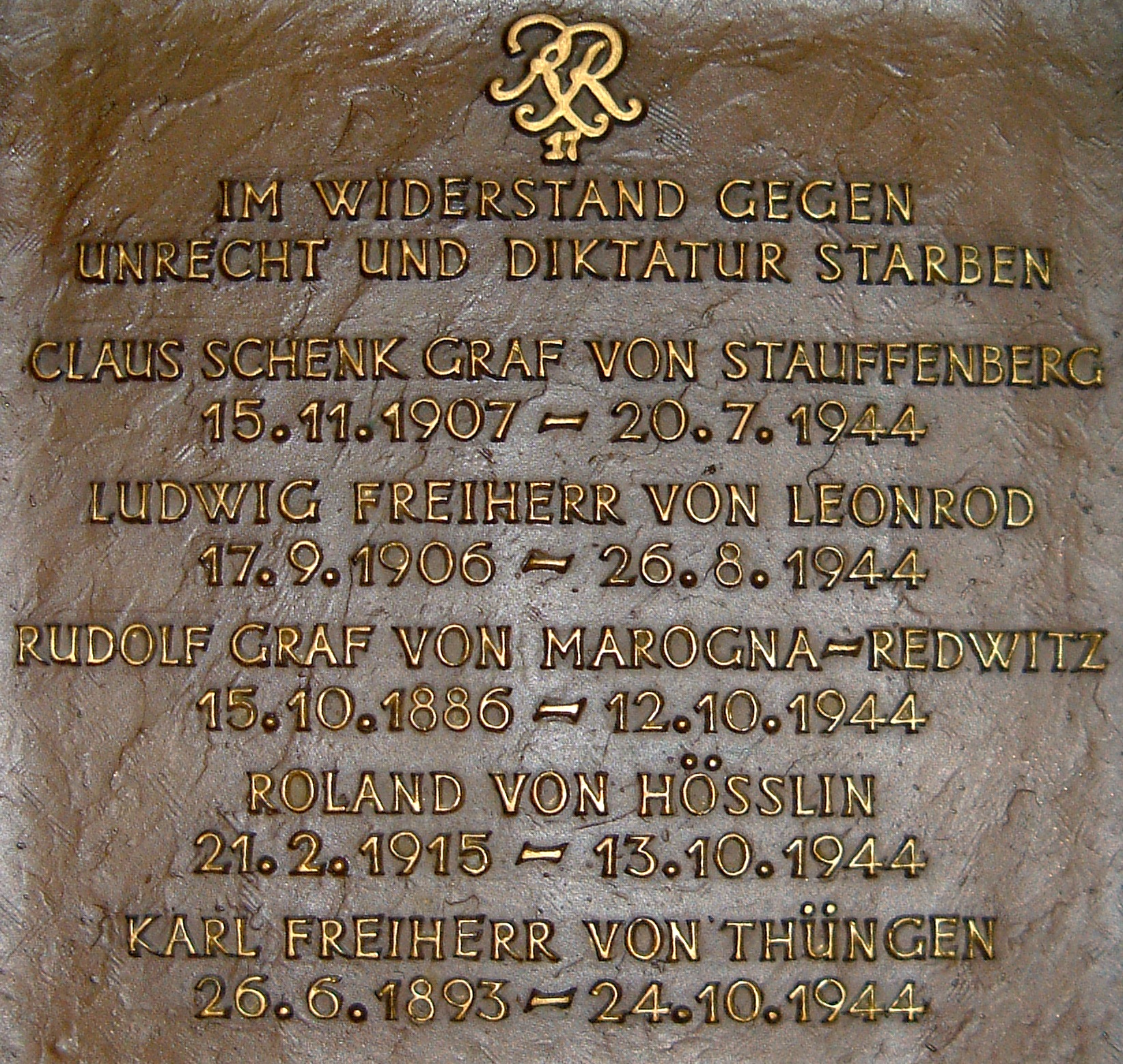
Gedenkplatte im Dom zu Bamberg

Über den eigentlichen Ablauf des Umsturzversuches wurde Leonrod nicht eingeweiht. Mitte 1944 wurde er zu einem Lehrgang für Höhere Adjutanten nach Berlin beordert, für den 20. Juli 1944 in die Bendlerstraße befohlen und erlebte dort als Wachposten die Ereignisse des Tages. Am Abend kehrte er zu seinem Lehrgangsquartier zurück, die Verhaftung geschah am folgenden Tag. Am 14. August wurde er durch den am 2. August 1944 gebildeten Ehrenhof aus der Wehrmacht unehrenhaft ausgestoßen, so dass das Reichskriegsgericht für die Aburteilung nicht mehr zuständig war. Am 19. August 1944 begann der Prozess gegen Leonrod vor dem Volksgerichtshof unter dessen Präsidenten Roland Freisler. Leonrod wurde zusammen mit den Mitangeklagten Fritz Thiele, Ulrich Wilhelm Graf Schwerin von Schwanenfeld, Friedrich Gustav Jaeger und Joachim Sadrozinski am 21. August 1944 zum Tod verurteilt. Sein Pflichtverteidiger war Rudolf Mäder. Die Vollstreckung des Urteils folgte am 26. August in Plötzensee durch Hängen. Kaplan Hermann Josef Wehrle wurde am 14. September ebenda gehängt.
Im Bamberger Dom erinnert eine Gedenktafel an fünf ehemalige Mitglieder des 17. Reiterregimentes, die im Kampf gegen das NS-Regime ihr Leben gelassen haben, unter ihnen auch Leonrod.

## Erinnerung
Die katholische Kirche hat Ludwig Freiherr von Leonrod als Glaubenszeugen in das deutsche Martyrologium des 20. Jahrhunderts aufgenommen.
Die Ehefrau Monika von Leonrod, geborene Freiin von Twickel, heiratete 1948 Johann Freiherrn von Wiedersperg, seit 1950 sind die Nachkommen aus dieser Verbindung berechtigt, den Namen „Freiherr von Wiedersperg-Leonrod“ in Erinnerung an Ludwig von Leonrod zu tragen. Die Familie lebt heute in Schmiechen.